# Pers Awten
Pers Awten (dialektal form, på rigsdansk: Pers aften (Sankt Peters Aften), på nordfrisisk: Biikebrånen) er en folkefest med bål og båltaler, som fejres hvert år den 21. februar ved den sønderjyske vestkyst. Dagen efter kaldes Peters stol. Det nordfrisiske ord biike eller biake henviser til begrebet båke, der endnu anvendes i sømandssproget og betyder fyr, sømærke.
Festens rødder stammer fra hedensk tid. Dengang var flammerne ment som offergave til de nordiske guder. Med ordene Vikke tåre! Vikke tåre (Odin fortærer) tilråbtes Odin. I senere tider var ritualet et symbol på fordrivelsen af den kolde og ufrugtbare vinter. Da mange jyder og frisere i det 17. og 18. århundrede begyndte at arbejde som søfarende, blev ritualet til en stor afskedsfest for søfolket på vadehavsøerne, der skulle af sted med de store hvalfangerbåde til Grønland. 
Pers Aftens traditionelle festret er grønlangkål. 

## Folkesange
Pers Aftens festsang er Waedtke tar. I sangen fortælles biikebålets historie. I Nordfrisland syd for grænsen synges blandt andet Biikensung, hvori nordfriserne opfordres til at bekende sig til deres frisiske identitet og fordrive de onde ånder.
| Waedtke tar | |
| --- | --- |
| I nat jeg havde en underlig drøm, jeg fløj bort over landet i tid og rum. Jeg så på det sted, drømmen førte mig hen, det var stranden ved Emmelev, jeg kendt igen. Det var mørkt, det var ensomt og koldt, men så steg op fra sandet et blussende bål. Det løb langs med kysten mod syd og mod nord, det lyst mod himlen, hvor guderne bor. Weadke tar, Weadke tar Og straks om bålet var folk i flok, de dansed' og fested' og gik helt amok. Jeg spurgte en pige, der hen til mig kom hvad er det, I gør, og hvad handler det om? Hun smilte til mig, og hun sagde: Vi fester for lyset, for det, som vi tror. Vi ofrer til Odin og Freja og Thor og råber mod himlen, hvor guderne bor Weadke tar, Weadke tar | Om bålet stod folk andægtigt og fromt, væk var festen fra før, det føltes lidt tomt. Jeg spurgte en præst, der hen til mig kom Hvad er det, I gør, og hvad handler det om? Han så på mig, og han sagde: Bikebålet for Petri vi brænder i dag, Sankt Peter den helgen, på ham vi tror. Folk hvisked' mod himlen, hvor guderne bor. Weadke tar, Weadke tar Og atter drømmen tog mig hen nogle hundrede år til stranden igen. Om bålet stod folkene alt på ræd, mændene fested', mens pigerne græd. Jeg spurte én, og hun sagde: Per's Aften det er, hvad vi fejrer i dag, i morgen rejser vor mænd mod nord, de rejser derop, hvor hvalerne bor. Væk de tar, væk de tar, |

| Biikesang (på nordfrisisk og dansk) | |
| Nordfrisisk | Dansk |
| --- | --- |
| Kam jurt, we wan en iilj heer mååge. Lätj üs da troole ferdriwe! Da troole foon iirtids we wan ferjååge. We wan da troole ferdriwe, Üt önj e nåcht da troole we siinje. En biiken sü häl as e däi wan we tiinje. Kaame ja änkeltwis unti bai bunke, We wan da troole ferdriwe! Wi driwe jam wäch än üt önj e junke. Frasch wan we weese än bliwe! | Kom, vi vil tænde et bål Lad os ånderne bortjage Fortidens ånder vi vil fordrive. Ånderne vi vil bortjage Ud i natten ånderne vi sende. Et biikebål så lyst som dagen vi vil tænde. De komme enkeltvis eller i hobetal, Ånderne vi vil bortjage Vi driver dem bort og ud i mørket. Frisisk vil vi være og forblive! |

| Tid | Spire Denne artikel om tid eller kalendere er en spire som bør udbygges. Du er velkommen til at hjælpe Wikipedia ved at udvide den. |